# Dimitrios Janulis
Dimitrios Janulis (ur. 17 października 1995 w Katerini) – grecki piłkarz występujący na pozycji obrońcy w angielskim klubie Norwich City oraz w reprezentacji Grecji. Wychowanek Vataniakosu, w trakcie swojej kariery grał także w takich zespołach, jak PAOK, Pierikos, Weria, Anorthosis Famagusta oraz Atromitos.